# Tecumseh (Nebraska)
Tecumseh er en amerikansk by og administrativt centrum for det amerikanske county Johnson County i staten Nebraska. I 2010 havde byen et indbyggertal på 1.677.
Tecumseh hed oprindeligt Frances, under hvilket navn byen blev grundlagt i 1856. Kort efter grundlæggelsen blev byens navn ændret til det nuvrende, opkaldt efter Tecumseh, en indfødt amerikaner.

## Ekstern henvisning
- Tecumsehs hjemmeside (engelsk)

40°22′12″N 96°11′30″V / 40.37000°N 96.19167°V